# Krista White
Krista White, ameriški fotomodel, * 19. december 1984, Pine Bluff, Arkansas, ZDA.
Krista je znana kot zmagovalka 14. sezone resničnostnega šova America's Next Top Model (Ameriški super model). Zmaga ji je prinesla pogodbo z modno agencijo Wilhelmina Models in kozmetično hišo CoverGirl ter fotografiranje za revijo Seventeen. Krista je tekom tekmovanja navdušila sodnike, kar petkrat je bila zaporedoma na prvem mestu, osvojila pa je tudi štiri izzive. Tekmovanje v šovu ji je pomenilo ogromno, saj se je prijavila za vse sezone, razen za prvo in trinajsto.